# Walten (St. Leonhard in Passeier)

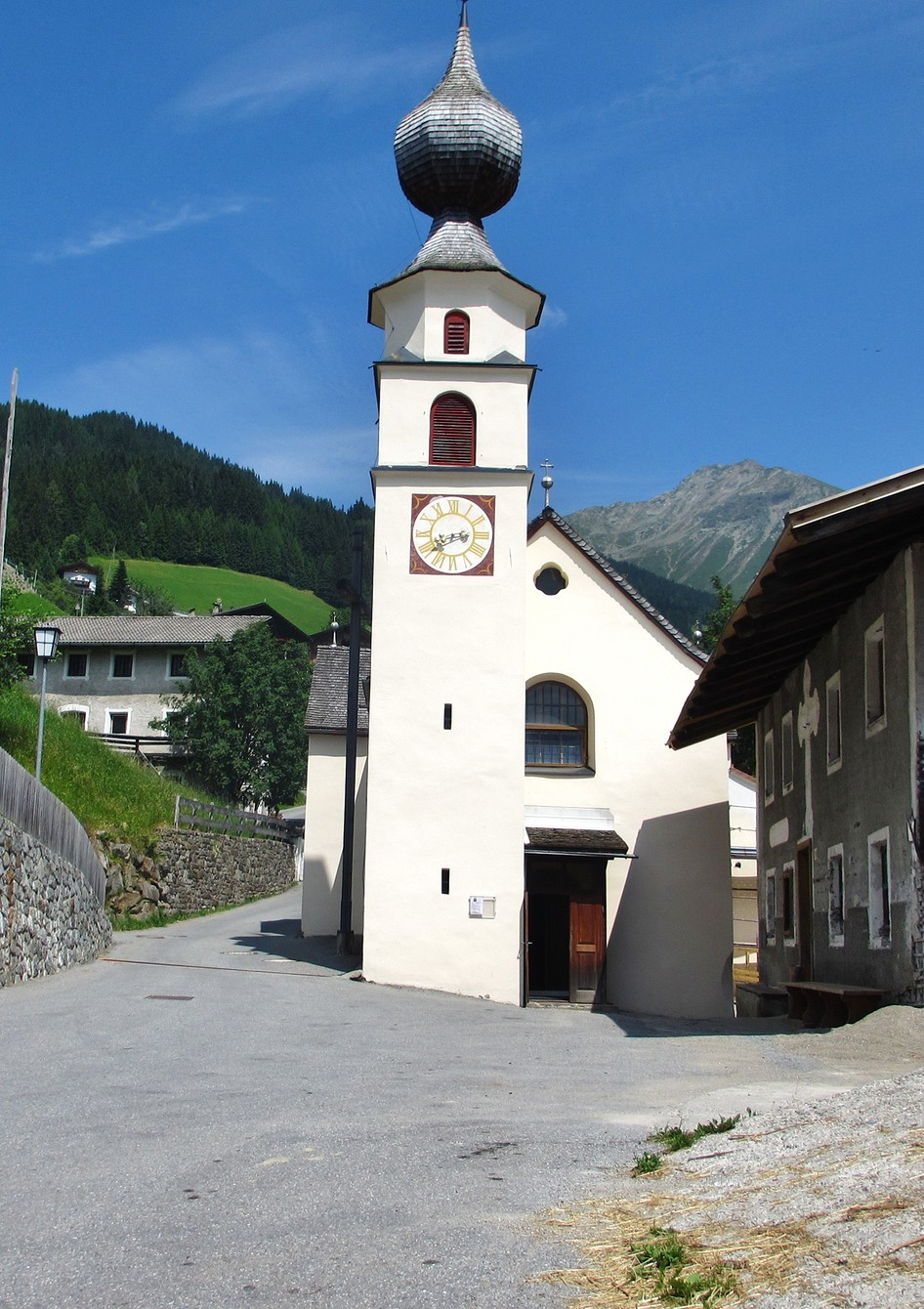
Pfarrkirche St. Anton in Walten

Walten (italienisch Valtina) ist eine Fraktion der Gemeinde St. Leonhard in Passeier in Südtirol (Italien). Walten liegt auf rund 1300 m s.l.m. im Waltental, einem linken Seitental von Passeier. Das kleine Ortszentrum ist ca. 7 km (auf der kurvenreichen SS 44 Richtung Jaufenpass ca. 9 km) nordöstlich von St. Leonhard gelegen und hat etwa 330 Einwohner.
Dem Namen liegt wohl valletta zugrunde, ein Diminutiv auf -ett von lateinisch vallis ‚Tal‘. Er ist im landesfürstlichen Gesamturbar Graf Meinhards II. von 1288 als ze Walten ersturkundlich bezeugt. Der Vermahlerhof (heute Inner- und Außer-) zählt zu den ältesten Siedlungen des Gebietes und wurde bereits 1357 als Volmal (zu val mala ‚unfruchtbares, felsiges Tal‘) erwähnt. 
In Walten gibt es eine Grundschule für die deutsche Sprachgruppe und mehrere Vereine. Die Pfarrkirche St. Anton ist dem heiligen Antonius von Padua geweiht.
Im Winter gibt es eine Rodelbahn und eine Langlaufloipe.

## Persönlichkeiten
- Werner Heel (* 1982), Skirennläufer
- Georg Klotz (1919–1976), Schützenmajor und Freiheitskämpfer
- Eva Klotz (* 1951), Landtagsabgeordnete
- Heidi Pixner (* 1977), Harfenistin
- Herbert Pixner (* 1975), Ziehharmonikaspieler, Klarinettist, Flügelhornist und Tubist